# Ronde van het Baskenland 2021
De 60e editie van de meerdaagse wielerwedstrijd Ronde van het Baskenland vond in 2021 plaats van 5 tot en met 10 april als onderdeel van de UCI World Tour 2021.

## Etappe-overzicht
| etappe | datum    | start           | finish            | afstand | type                | winnaar               | Klassementsleider |
| ------ | -------- | --------------- | ----------------- | ------- | ------------------- | --------------------- | ----------------- |
| 1      | 5 april  | Bilbao          | Bilbao            | 13,9    | Individuele tijdrit | Primož Roglič         | Primož Roglič     |
| 2      | 6 april  | Zalla           | Sestao            | 154,8   | Heuvelrit           | Alex Aranburu         | Primož Roglič     |
| 3      | 7 april  | Amurrio         | Ermualde (Laudio) | 167,7   | Heuvelrit           | Tadej Pogačar         | Primož Roglič     |
| 4      | 8 april  | Vitoria-Gasteiz | Hondarribia       | 189,2   | Heuvelrit           | Jon Izagirre          | Brandon McNulty   |
| 5      | 9 april  | Hondarribia     | Ondarroa          | 160,2   | Heuvelrit           | Mikkel Frølich Honoré | Brandon McNulty   |
| 6      | 10 april | Ondarroa        | Arrate (Eibar)    | 111,9   | Bergrit             | David Gaudu           | Primož Roglič     |

## Etappe-uitslagen

### 1e etappe
| Bilbao – Bilbao (13,9 km) |                       |                        |        |
| Plaats                    | Naam                  | Ploeg                  | Tijd   |
| Winnaar                   | Primož Roglič         | Team Jumbo-Visma       | 17'17" |
| 2                         | Brandon McNulty       | UAE Team Emirates      | + 2"   |
| 3                         | Jonas Vingegaard      | Team Jumbo-Visma       | + 18"  |
| 4                         | Tobias Foss           | Team Jumbo-Visma       | + 24"  |
| 5                         | Tadej Pogačar         | UAE Team Emirates      | + 28"  |
| 6                         | Adam Yates            | INEOS Grenadiers       | z.t.   |
| 7                         | Patrick Bevin         | Israel Start-Up Nation | z.t.   |
| 8                         | Ide Schelling         | BORA-hansgrohe         | + 29"  |
| 9                         | Alex Aranburu         | Astana-Premier Tech    | + 30"  |
| 10                        | Maximilian Schachmann | BORA-hansgrohe         | + 31"  |
|                           |                       |                        |        |
| 17                        | Mauri Vansevenant     | Deceuninck–Quick-Step  | + 42"  |

| Algemeen klassement |                       |                        |        |
| Plaats              | Naam                  | Ploeg                  | Tijd   |
| Gele trui           | Primož Roglič         | Team Jumbo-Visma       | 17'17" |
| 2                   | Brandon McNulty       | UAE Team Emirates      | + 2"   |
| 3                   | Jonas Vingegaard      | Team Jumbo-Visma       | + 18"  |
| 4                   | Tobias Foss           | Team Jumbo-Visma       | + 24"  |
| 5                   | Tadej Pogačar         | UAE Team Emirates      | + 28"  |
| 6                   | Adam Yates            | INEOS Grenadiers       | z.t.   |
| 7                   | Patrick Bevin         | Israel Start-Up Nation | z.t.   |
| 8                   | Ide Schelling         | BORA-hansgrohe         | + 29"  |
| 9                   | Alex Aranburu         | Astana-Premier Tech    | + 30"  |
| 10                  | Maximilian Schachmann | BORA-hansgrohe         | + 31"  |
|                     |                       |                        |        |
| 17                  | Mauri Vansevenant     | Deceuninck–Quick-Step  | + 42"  |

### 2e etappe
| Zalla – Sestao (154,8 km) |                       |                        |          |
| Plaats                    | Naam                  | Ploeg                  | Tijd     |
| Winnaar                   | Alex Aranburu         | Astana-Premier Tech    | 3u45'32" |
| 2                         | Omar Fraile           | Astana-Premier Tech    | + 15"    |
| 3                         | Tadej Pogačar         | UAE Team Emirates      | z.t.     |
| 4                         | David Gaudu           | Groupama-FDJ           | z.t.     |
| 5                         | Michael Woods         | Israel Start-Up Nation | z.t.     |
| 6                         | Primož Roglič         | Team Jumbo-Visma       | z.t.     |
| 7                         | Maximilian Schachmann | BORA-hansgrohe         | z.t.     |
| 8                         | Mikel Landa           | Bahrain-Victorious     | z.t.     |
| 9                         | Sergio Higuita        | EF Education-Nippo     | z.t.     |
| 10                        | Alejandro Valverde    | Movistar Team          | z.t.     |
|                           |                       |                        |          |
| 15                        | Ilan Van Wilder       | Team DSM               | z.t.     |
| 21                        | Wilco Kelderman       | BORA-hansgrohe         | z.t.     |

| Algemeen klassement |                       |                       |          |
| Plaats              | Naam                  | Ploeg                 | Tijd     |
| Gele trui           | Primož Roglič         | Team Jumbo-Visma      | 4u03'04" |
| 2                   | Alex Aranburu         | Astana-Premier Tech   | + 5"     |
| 3                   | Brandon McNulty       | UAE Team Emirates     | + 6"     |
| 4                   | Tadej Pogačar         | UAE Team Emirates     | + 24"    |
| 5                   | Adam Yates            | INEOS Grenadiers      | + 28"    |
| 6                   | Maximilian Schachmann | BORA-hansgrohe        | + 31"    |
| 7                   | Jonas Vingegaard      | Team Jumbo-Visma      | + 32"    |
| 8                   | Omar Fraile           | Astana-Premier Tech   | + 34"    |
| 9                   | Wilco Kelderman       | BORA-hansgrohe        | + 40"    |
| 10                  | Peio Bilbao           | Bahrain-Victorious    | + 42"    |
|                     |                       |                       |          |
| 14                  | Mauri Vansevenant     | Deceuninck–Quick-Step | + 47"    |

### 3e etappe
| Amurrio – Ermualde (Laudio) (167,7 km) |                    |                       |          |
| Plaats                                 | Naam               | Ploeg                 | Tijd     |
| Winnaar                                | Tadej Pogačar      | UAE Team Emirates     | 4u04'50" |
| 2                                      | Primož Roglič      | Team Jumbo-Visma      | z.t.     |
| 3                                      | Alejandro Valverde | Movistar Team         | + 5"     |
| 4                                      | Adam Yates         | INEOS Grenadiers      | z.t.     |
| 5                                      | Mikel Landa        | Bahrain-Victorious    | z.t.     |
| 6                                      | David Gaudu        | Groupama-FDJ          | + 8"     |
| 7                                      | James Knox         | Deceuninck–Quick-Step | + 16"    |
| 8                                      | Jonas Vingegaard   | Team Jumbo-Visma      | z.t.     |
| 9                                      | Mauri Vansevenant  | Deceuninck–Quick-Step | z.t.     |
| 10                                     | Brandon McNulty    | UAE Team Emirates     | + 18"    |
|                                        |                    |                       |          |
| 37                                     | Sam Oomen          | Team Jumbo-Visma      | + 1'59"  |

| Algemeen klassement |                       |                       |          |
| Plaats              | Naam                  | Ploeg                 | Tijd     |
| Gele trui           | Primož Roglič         | Team Jumbo-Visma      | 8u07'48" |
| 2                   | Tadej Pogačar         | UAE Team Emirates     | + 20"    |
| 3                   | Brandon McNulty       | UAE Team Emirates     | + 30"    |
| 4                   | Adam Yates            | INEOS Grenadiers      | + 39"    |
| 5                   | Alejandro Valverde    | Movistar Team         | + 50"    |
| 6                   | Jonas Vingegaard      | Team Jumbo-Visma      | + 54"    |
| 7                   | Mikel Landa           | Bahrain-Victorious    | + 1'00"  |
| 8                   | Peio Bilbao           | Bahrain-Victorious    | + 1'08"  |
| 9                   | Mauri Vansevenant     | Deceuninck–Quick-Step | + 1'09"  |
| 10                  | Maximilian Schachmann | BORA-hansgrohe        | z.t.     |
|                     |                       |                       |          |
| 29                  | Sam Oomen             | Team Jumbo-Visma      | + 4'11"  |

### 4e etappe
| Vitoria-Gasteiz – Hondarribia (189,2 km) |                    |                                    |          |
| Plaats                                   | Naam               | Ploeg                              | Tijd     |
| Winnaar                                  | Jon Izagirre       | Astana-Premier Tech                | 4u17'07" |
| 2                                        | Peio Bilbao        | Bahrain-Victorious                 | z.t.     |
| 3                                        | Brandon McNulty    | UAE Team Emirates                  | z.t.     |
| 4                                        | Jonas Vingegaard   | Team Jumbo-Visma                   | z.t.     |
| 5                                        | Emanuel Buchmann   | BORA-hansgrohe                     | z.t.     |
| 6                                        | Esteban Chaves     | Team BikeExchange                  | + 2"     |
| 7                                        | Patrick Bevin      | Israel Start-Up Nation             | + 49"    |
| 8                                        | James Knox         | Deceuninck–Quick-Step              | z.t.     |
| 9                                        | Quinten Hermans    | Intermarché-Wanty-Gobert Matériaux | z.t.     |
| 10                                       | Alejandro Valverde | Movistar Team                      | z.t.     |
|                                          |                    |                                    |          |
| 26                                       | Antwan Tolhoek     | Team Jumbo-Visma                   | z.t.     |

| Algemeen klassement |                    |                       |           |
| Plaats              | Naam               | Ploeg                 | Tijd      |
| Gele trui           | Brandon McNulty    | UAE Team Emirates     | 12u25'21" |
| 2                   | Primož Roglič      | Team Jumbo-Visma      | + 23"     |
| 3                   | Jonas Vingegaard   | Team Jumbo-Visma      | + 28"     |
| 4                   | Peio Bilbao        | Bahrain-Victorious    | + 36"     |
| 5                   | Tadej Pogačar      | UAE Team Emirates     | + 43"     |
| 6                   | Adam Yates         | INEOS Grenadiers      | + 1'02"   |
| 7                   | Emanuel Buchmann   | BORA-hansgrohe        | + 1'07"   |
| 8                   | Alejandro Valverde | Movistar Team         | + 1'13"   |
| 9                   | Jon Izagirre       | Astana-Premier Tech   | + 1'15"   |
| 10                  | Mikel Landa        | Bahrain-Victorious    | + 1'23"   |
|                     |                    |                       |           |
| 11                  | Mauri Vansevenant  | Deceuninck–Quick-Step | + 1'32"   |
| 27                  | Sam Oomen          | Team Jumbo-Visma      | + 4'34"   |

### 5e etappe
| Hondarribia – Ondarroa (160,2 km) |                       |                        |          |
| Plaats                            | Naam                  | Ploeg                  | Tijd     |
| Winnaar                           | Mikkel Frølich Honoré | Deceuninck–Quick-Step  | 3u39'54" |
| 2                                 | Josef Černý           | Deceuninck–Quick-Step  | z.t.     |
| 3                                 | Julien Bernard        | Trek-Segafredo         | + 17"    |
| 4                                 | Daryl Impey           | Israel Start-Up Nation | + 28"    |
| 5                                 | Simon Clarke          | Team Qhubeka-ASSOS     | z.t.     |
| 6                                 | Stefano Oldani        | Lotto Soudal           | z.t.     |
| 7                                 | Primož Roglič         | Team Jumbo-Visma       | z.t.     |
| 8                                 | Julien Simon          | Total Direct Energie   | z.t.     |
| 9                                 | Magnus Cort           | EF Education-Nippo     | z.t.     |
| 10                                | Tadej Pogačar         | UAE Team Emirates      | z.t.     |
|                                   |                       |                        |          |
| 13                                | Martijn Tusveld       | Team DSM               | z.t.     |
| 16                                | Ilan Van Wilder       | Team DSM               | z.t.     |

| Algemeen klassement |                    |                       |           |
| Plaats              | Naam               | Ploeg                 | Tijd      |
| Gele trui           | Brandon McNulty    | UAE Team Emirates     | 16u05'43" |
| 2                   | Primož Roglič      | Team Jumbo-Visma      | + 23"     |
| 3                   | Jonas Vingegaard   | Team Jumbo-Visma      | + 28"     |
| 4                   | Peio Bilbao        | Bahrain-Victorious    | + 36"     |
| 5                   | Tadej Pogačar      | UAE Team Emirates     | + 43"     |
| 6                   | Adam Yates         | INEOS Grenadiers      | + 1'02"   |
| 7                   | Emanuel Buchmann   | BORA-hansgrohe        | + 1'07"   |
| 8                   | Alejandro Valverde | Movistar Team         | + 1'13"   |
| 9                   | Jon Izagirre       | Astana-Premier Tech   | + 1'15"   |
| 10                  | Mikel Landa        | Bahrain-Victorious    | + 1'23"   |
|                     |                    |                       |           |
| 11                  | Mauri Vansevenant  | Deceuninck–Quick-Step | + 1'32"   |
| 25                  | Sam Oomen          | Team Jumbo-Visma      | + 4'34"   |

### 6e etappe
| Ondarroa – Eibar (111,9 km) |                    |                       |          |
| Plaats                      | Naam               | Ploeg                 | Tijd     |
| Winnaar                     | David Gaudu        | Groupama-FDJ          | 3u05'43" |
| 2                           | Primož Roglič      | Team Jumbo-Visma      | z.t.     |
| 3                           | Alejandro Valverde | Movistar Team         | + 34"    |
| 4                           | Adam Yates         | INEOS Grenadiers      | z.t.     |
| 5                           | Tadej Pogačar      | UAE Team Emirates     | z.t.     |
| 6                           | Jonas Vingegaard   | Team Jumbo-Visma      | z.t.     |
| 7                           | Peio Bilbao        | Bahrain-Victorious    | + 1'02"  |
| 8                           | Esteban Chaves     | Team BikeExchange     | + 1'05"  |
| 9                           | Mikel Landa        | Bahrain-Victorious    | z.t.     |
| 10                          | Mauri Vansevenant  | Deceuninck–Quick-Step | + 1'53"  |
|                             |                    |                       |          |
| 22                          | Antwan Tolhoek     | Team Jumbo-Visma      | + 7'49"  |

## Klassementenverloop
| Etappe       | Winnaar               | Algemeen klassement · | Puntenklassement · | Bergklassement ·      | Jongerenklassement · | Ploegenklassement   |
| ------------ | --------------------- | --------------------- | ------------------ | --------------------- | -------------------- | ------------------- |
| 1            | Primož Roglič         | Primož Roglič         | Primož Roglič      | Tadej Pogačar         | Brandon McNulty      | Team Jumbo-Visma    |
| 2            | Alex Aranburu         | Primož Roglič         | Primož Roglič      | Maximilian Schachmann | Brandon McNulty      | Astana-Premier Tech |
| 3            | Tadej Pogačar         | Primož Roglič         | Primož Roglič      | Tadej Pogačar         | Tadej Pogačar        | Team Jumbo-Visma    |
| 4            | Jon Izagirre          | Brandon McNulty       | Primož Roglič      | Tadej Pogačar         | Brandon McNulty      | Team Jumbo-Visma    |
| 5            | Mikkel Frølich Honoré | Brandon McNulty       | Primož Roglič      | Tadej Pogačar         | Brandon McNulty      | Team Jumbo-Visma    |
| 6            | David Gaudu           | Primož Roglič         | Primož Roglič      | Primož Roglič         | Jonas Vingegaard     | Team Jumbo-Visma    |
| 0Eindstanden | 0Eindstanden          | Primož Roglič         | Primož Roglič      | Primož Roglič         | Jonas Vingegaard     | Team Jumbo-Visma    |

## Eindklassementen
| Plaats    | Naam               | Ploeg                 | Tijd      |
| --------- | ------------------ | --------------------- | --------- |
| Gele trui | Primož Roglič      | Team Jumbo-Visma      | 19u11'36" |
| 2         | Jonas Vingegaard   | Team Jumbo-Visma      | + 52"     |
| 3         | Tadej Pogačar      | UAE Team Emirates     | + 1'07"   |
| 4         | Adam Yates         | INEOS Grenadiers      | + 1'26"   |
| 5         | David Gaudu        | Groupama-FDJ          | + 1'27"   |
| 6         | Peio Bilbao        | Bahrain-Victorious    | + 1'28"   |
| 7         | Alejandro Valverde | Movistar Team         | + 1'33"   |
| 8         | Mikel Landa        | Bahrain-Victorious    | + 2'17"   |
| 9         | Esteban Chaves     | Team BikeExchange     | + 2'38"   |
| 10        | Jon Izagirre       | Astana-Premier Tech   | + 2'59"   |
|           |                    |                       |           |
| 11        | Mauri Vansevenant  | Deceuninck–Quick-Step | + 3'16"   |
| 25        | Sam Oomen          | Team Jumbo-Visma      | + 16'46"  |

| Plaats      | Naam              | Ploeg                 | Punten |
| ----------- | ----------------- | --------------------- | ------ |
| Groene trui | Primož Roglič     | Team Jumbo-Visma      | 106    |
| 2           | Tadej Pogačar     | UAE Team Emirates     | 75     |
| 3           | David Gaudu       | Groupama-FDJ          | 61     |
|             |                   |                       |        |
| 24          | Mauri Vansevenant | Deceuninck–Quick-Step | 13     |

| Plaats    | Naam            | Ploeg                              | Berg |
| --------- | --------------- | ---------------------------------- | ---- |
| Rode trui | Primož Roglič   | Team Jumbo-Visma                   | 34   |
| 2         | Tadej Pogačar   | UAE Team Emirates                  | 27   |
| 3         | David Gaudu     | Groupama-FDJ                       | 20   |
|           |                 |                                    |      |
| 5         | Antwan Tolhoek  | Team Jumbo-Visma                   | 15   |
| 6         | Quinten Hermans | Intermarché-Wanty-Gobert Matériaux | 14   |

| Plaats      | Naam              | Ploeg                 | Jongeren  |
| ----------- | ----------------- | --------------------- | --------- |
| Blauwe trui | Jonas Vingegaard  | Team Jumbo-Visma      | 19u12'28" |
| 2           | Tadej Pogačar     | UAE Team Emirates     | + 15"     |
| 3           | David Gaudu       | Groupama-FDJ          | + 35"     |
|             |                   |                       |           |
| 4           | Mauri Vansevenant | Deceuninck–Quick-Step | + 2'24"   |
| 34          | Lars van den Berg | Groupama-FDJ          | + 57'32"  |

| 1 | Team Jumbo-Visma        |  | 57u47'23" |
| 2 | Bahrain - Victorious    |  | + 3'18"   |
| 3 | UAE-Team Emirates       |  | + 18'04"  |
|   |                         |  |           |
| 5 | Deceuninck - Quick Step |  | + 20'04"  |

Mannen:
1924 · 1925 · 1926 · 1927 · 1928 · 1929 · 1930 · 1931–1934 · 1935 · 1936–1968 · 1969 · 1970 · 1971 · 1972 · 1973 · 1974 · 1975 · 1976 · 1977 · 1978 · 1979 · 1980 · 1981 · 1982 · 1983 · 1984 · 1985 · 1986 · 1987 · 1988 · 1989 · 1990 · 1991 · 1992 · 1993 · 1994 · 1995 · 1996 · 1997 · 1998 · 1999 · 2000 · 2001 · 2002 · 2003 · 2004 · 2005 · 2006 · 2007 · 2008 · 2009 · 2010 · 2011 · 2012 · 2013 · 2014 · 2015 · 2016 · 2017 · 2018 · 2019 · 2020 · 2021 · 2022 · 2023 · 2024 · 2025
Vrouwen: 
2022 · 2023 · 2024 · 2025
Ronde van de Verenigde Arabische Emiraten ·
Omloop Het Nieuwsblad ·
Strade Bianche ·
Parijs-Nice · 
Tirreno-Adriatico · 
Milaan-San Remo ·
Ronde van Catalonië ·
Driedaagse Brugge-De Panne ·
E3 Saxo Bank Classic ·
Gent-Wevelgem ·
Dwars door Vlaanderen ·
Ronde van Vlaanderen ·
Ronde van het Baskenland ·
Amstel Gold Race ·
Waalse Pijl ·
Luik-Bastenaken-Luik ·
Ronde van Romandië ·
Ronde van Italië ·
Critérium du Dauphiné ·
Ronde van Zwitserland ·
Ronde van Frankrijk ·
Clásica San Sebastián ·
Ronde van Polen ·
Bretagne Classic ·
Benelux Tour ·
Ronde van Spanje ·
Eschborn-Frankfurt ·
Parijs-Roubaix ·
Ronde van Lombardije
Afgelaste wedstrijden: Tour Down Under · Great Ocean Road Race · EuroEyes Cyclassics · GP van Quebec · GP van Montreal · Ronde van Guangxi